# Einar Bredefeldt
Einar Simon Bredefeldt, född 19 november 1991 i Luleå, är en svensk skådespelare, manusförfattare och regissör.

## Biografi
Einar Bredefeldt är född och uppvuxen i Luleå. Han är utbildad vid Teaterhögskolan i Malmö 2016-2019, samt Fridhems Folkhögskolas teaterlinje 2010-2012.
Han är sonson till skådespelarna Gösta Bredefeldt och Sara Arnia samt bror till Edvin Bredefeldt och brorson till skådespelaren Ellen Bredefeldt.
2022 nominerades Bredefeldt till årets manliga skådespelare på tv-prisgalan Kristallen, för sin roll som Sindre i Knutby.
Kortfilmen Aktionen, som Einar Bredefeldt skrivit och regisserat, hade premiär på Göteborgs Filmfestival 2025.

## Filmografi (i urval)
- 2011 – Jag saknar dig
- 2020 – Top Dog (TV-serie)
- 2020 – White Wall (TV-serie)
- 2020 – Beartown (TV-serie)
- 2021 – Dystopia (TV-serie)
- 2021 – Gåsmamman (TV-serie)
- 2021–2025 – Knutby (TV-serie)
- 2021 – Den osannolika mördaren (TV-serie)

## Teaterroller i urval
| År   | Roll                    | Produktion                                        | Regi               | Teater                   |
| ---- | ----------------------- | ------------------------------------------------- | ------------------ | ------------------------ |
| 2018 |                         | Presskonferensen Harold Pinter                    | Anna Sjövall       | Teater Halland           |
| 2018 |                         | Drottningens juvelsmycke Carl Jonas Love Almqvist | Örjan Andersson    | Helsingborgs stadsteater |
| 2019 | Ingmar                  | Jerusalem Selma Lagerlöf                          | Madeleine Røn Juul | Helsingborgs stadsteater |
| 2019 | Kungasonen              | Rapunzel Marina Steinmo och Kajsa Giertz          | Kajsa Giertz       | Helsingborgs stadsteater |
| 2020 |                         | Mig nära Arne Lygre                               | Carl Johan Karlson | Helsingborgs stadsteater |
| 2022 | Wolfgang Amadeus Mozart | Amadeus Peter Shaffer                             | Carl Johan Karlson | Helsingborgs stadsteater |